# Weberei Gebr. Albert

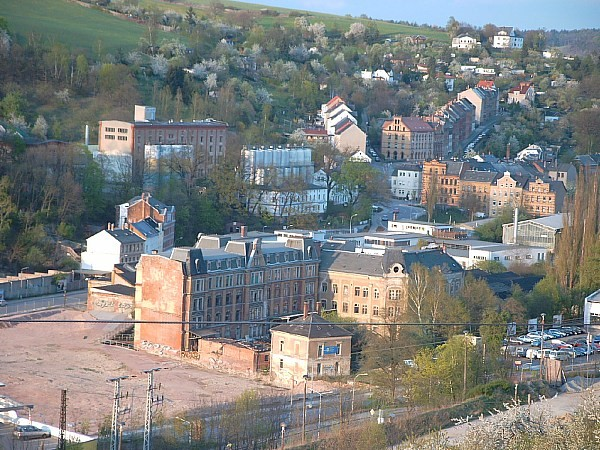
Firmengebäude der Gebr. Albert KG

Die Gebr. Albert KG war eine Woll- und Seidenweberei in Greiz, Thüringen.

## Geschichte
Die Firma Gebr. Albert wurde 1860 von Carl (oder Karl) Heinrich Albert (1838–1909) in Greiz als Woll- und Seidenweberei, die sich auf die Produktion von hochwertigen Kostüm- und Kleiderstoffen ausrichtete, gegründet. Seit 1865 firmierte sie unter Gebr. Albert KG mit Ernst Louis Albert (1843–1915) und Wilhelm Otto Albert sen. (1850–1932) als Inhaber. 1886 hatte die Firma 110 und 1920 bereits 240 Beschäftigte. Der Firmennachfolger waren Otto Albert jun. (1873–1953) und Curt (Kurt) Albert.
Die Firma besaß drei Röhrenkessel der Firma Sulzberger, Flöha und zwei Dampfmaschinen der Zwickauer Maschinenfabrik mit 140 und 210 PS. Um 1900 waren etwa 1000 Webstühle im Einsatz. Später wurden neue Webstühle der Greizer Firmen Otto Spaleck sowie H. A. Plarre, ab 1932 Werler & Steinert, angeschafft, die Dampfmaschinen wurden zur (Dreh-)Stromerzeugung genutzt, um die inzwischen auf Einzelantrieb umgestellten Webmaschinen autark betreiben zu können.
1939 kam die Firma wegen eines "Rassenproblems" des Schwiegersohns Otto Alberts in Schwierigkeiten, die Ausgrenzung konnte auch der Eintritt eines anderen, wohl "arischen" Schwiegersohns nicht ausgleichen, so dass in die Gebäude Fremdfirmen eingewiesen wurden. 1945 brannte der Websaal beim Einmarsch der Amerikaner durch einen Granattreffer aus. Mit 140 geretteten Webstühlen wurde ein Neuanfang versucht, der mehr schlecht als recht gelang. 1947 starb der Schwiegersohn Otto Alberts.
Zwischen 1947 und 1955 werden Räumlichkeiten der Firma von Ing. K. Weiß (später "Feutron") und der Firma Förster, Papierverarbeitung genutzt.
Albert wurde 1949 enteignet, der letzte der Komplementäre verließ 1952 die DDR und die Firma wurde am 1. Januar 1953 in den neugegründeten VEB Novotex überführt und als „Werk V“ bezeichnet. In dieser Zeit wurde auch die zum Kraftverkehr in der Adelheidstr. hin liegende Ecke des Websaales abgerissen und dort die neue O-Bus-Garage erbaut. 1970 ging der Betrieb im VEB Greika als „Werk VI/4“ als Zentrales Fertiglager auf.

## Firmen- und Wohngebäude
Die Firma befand sich in der Idastraße 59–61 (heute August-Bebel-Straße) in Greiz. Gebäude und Grundstück wurden nach seit 1990 stattgefundenen Anträgen, hartnäckigen Verhandlungen und Enttäuschungen (siehe Greika) an die Nachfahren zurück übereignet. Das Ensemble steht unter Denkmalschutz. Der Großteil der Fabrikanlage (erstes, wohl älteres Firmengebäude und Webereihalle) ist nach Bränden und Abrissen nicht mehr erhalten. Das einzig noch erhaltene, unten abgebildete Gebäude wurde 1889 erbaut.
Ernst Albert erwarb 1885 die Villa Carl Kermann in der Carolinenstraße 55 in der Greizer Neustadt. 1960 wurde das Gebäude, angeblich wegen Schwammbefalls, gesprengt.
Die Villa von Otto Albert sen. befindet sich in der Rosa-Luxemburg-Straße 58 in der Greizer Neustadt. 1937 ist Kurt Albert, Webereibesitzer als Bewohner eingetragen.
Die Villa von Otto Albert jun. befindet sich in der Rudolf-Breitscheid-Straße 10. Das sehr repräsentative Gebäude wurde 1909 vom berühmten Architekturbüro Lossow & Kühne aus Dresden errichtet, die z. B. auch den Leipziger Hauptbahnhof konstruierten. Nach der Enteignung war das Gebäude Sitz der Sowjetischen Militärkommandantur, danach ein Altenheim. Das Gebäude steht unter Denkmalschutz.

## Gegenwart
Das noch vorhandene Fabrikgebäude samt Firmengelände wird als Antikhandel, DDR-Museum und Antiquariat sowie einer Kfz-Vertragswerkstatt genutzt (Stand 2015). Im August 2015 zerstörte ein weiterer Brand weite Teile des Dachstuhls und das zweite Obergeschoss des einzig noch erhaltenen Gebäudes.
Die Villa Otto Albert jr. wurde restauriert und ist seit 2013 Sitz einer Firma für EDV-Dienstleistungen.